# 彰化神社
彰化神社是臺灣日治時期位於臺灣臺中州彰化市南郭（今彰化縣彰化市）的神社，設立於1927年。其遺址位於臺灣彰化縣彰化市的八卦山風景區的文學步道中段，其正殿今為太極亭所在。

## 歷史

### 彰化社
彰化神社的設立最初係於1925年（大正14年）5月，由內、台人之有志之士組成相關組織，選定與北白川宮能久親王有淵源的八掛山腰處作為神社地點，於1926年（昭和1年）8月5日由彰化街長楊吉臣等彰化郡下29人向當局申請設立「彰化社」，並於同年9月14日經許可。彰化社建設經費約一萬餘圓，神社於1926年10月28日動工，1927年（昭和2年）7月11竣工，1927年7月17日舉行鎮座式啟用。神社設施包含神明造神殿、神明造拜殿、神明造手水舍、玉垣、外玉垣、檜木鳥居、人造石華表、石燈籠10餘對。祭神為北白川宮能久親王、開拓三神（大國魂命、大己貴命與少彥名命）。

### 彰化神社

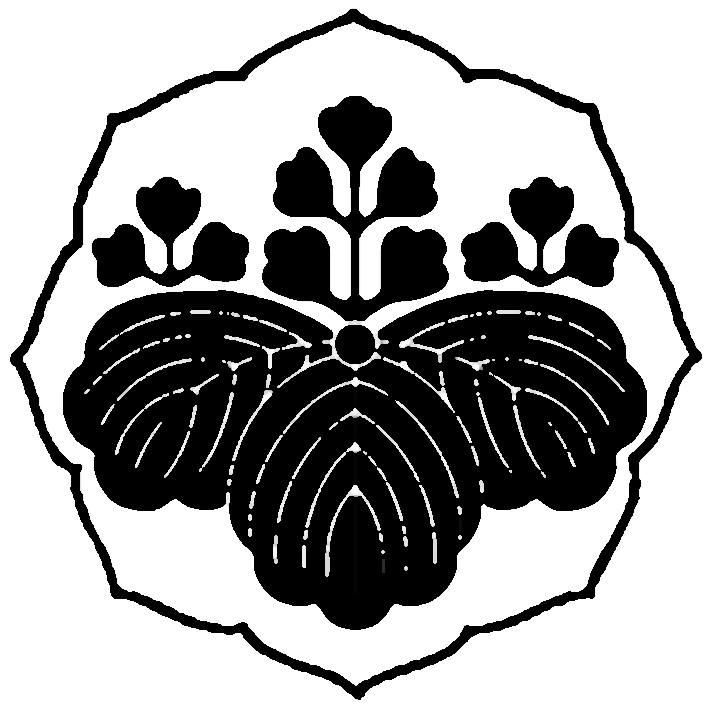
彰化神社社紋。外側紋樣為三神器中的八咫鏡，內側為五三桐。

於1928年（昭和3年）7月31日，由彰化街長楊吉臣等49人向臺灣總督府申請設立「彰化神社」。另外，依《神社創立規則》，神社還需要有社務所等神社祭典必要之設施，故將彰化街將部分建物讓與彰化社並在稍做修建後，作為社務所，祭器庫、神饌所使用。1928年12月22日，彰化社升格成「彰化神社」。1937年（昭和12年）11月4日時，被列格為鄉社。

彰化神社地處八卦山上的彰化公園內，其正殿與拜殿建築為神明造的型式，且正殿的周圍有石造玉垣圍繞。彰化神社參道入口位於山腳下，依序為鳥居、手水舍、拜殿、正殿，並設有社務所和其他附屬設施。後來在參道中段設有一吊橋（八卦山銀橋前身），通往同在八卦山上的的北白川宮能久御遺跡地（現為大佛風景區）。

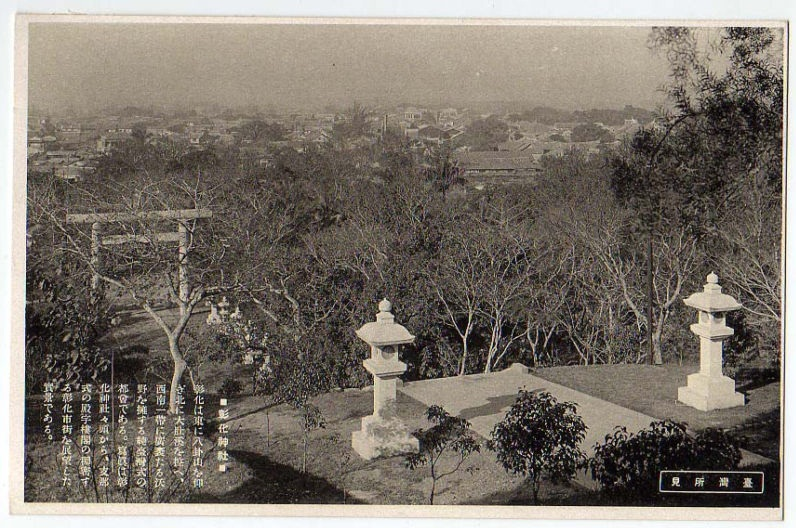
從彰化神社鳥瞰市區
彰化神社平面圖
彰化神社玉垣及鳥居門附側面配置

## 戰後發展

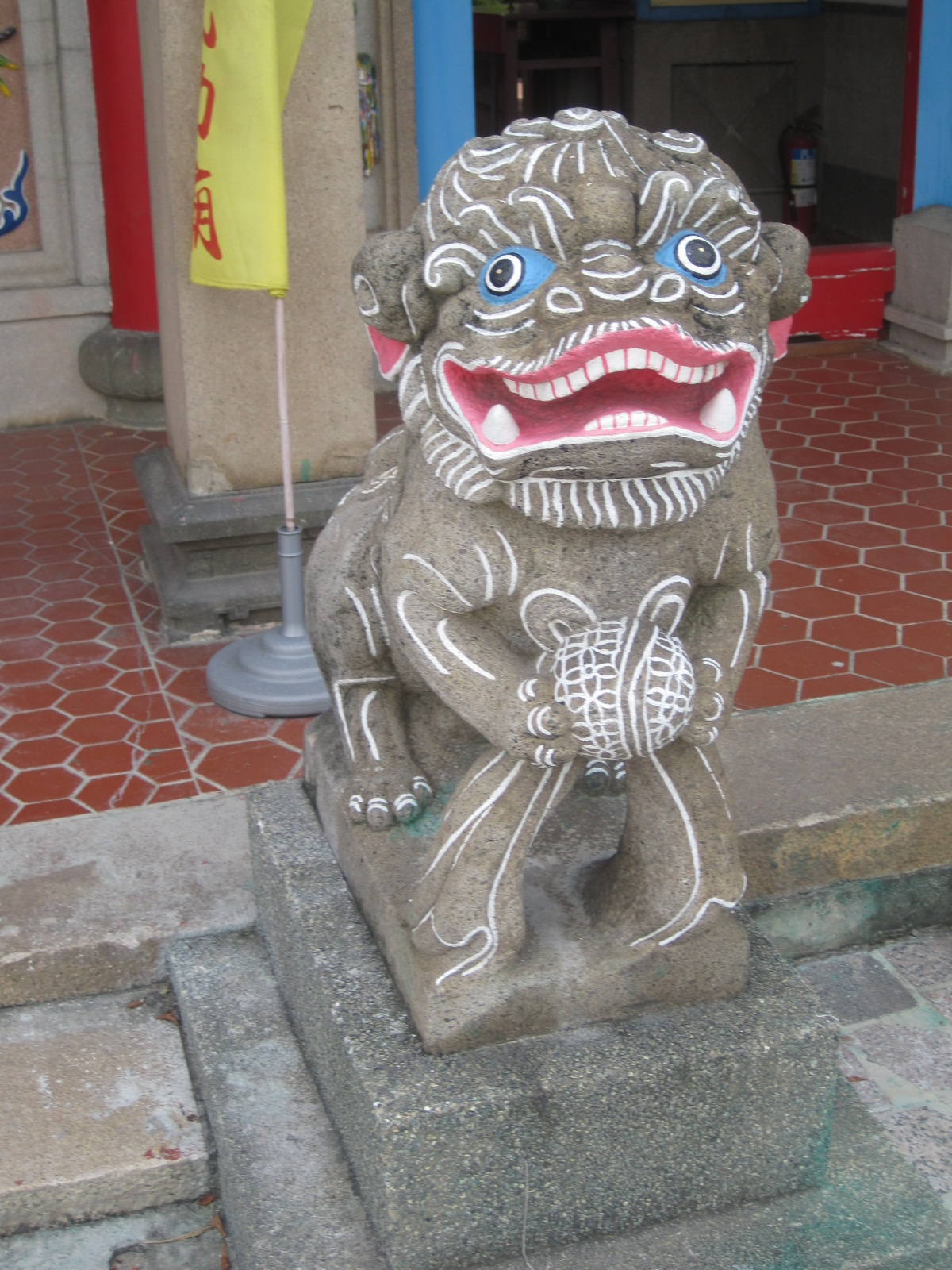
彰化鄭成功廟前的石獅之一，該對石獅據說原為彰化神社的狛犬。

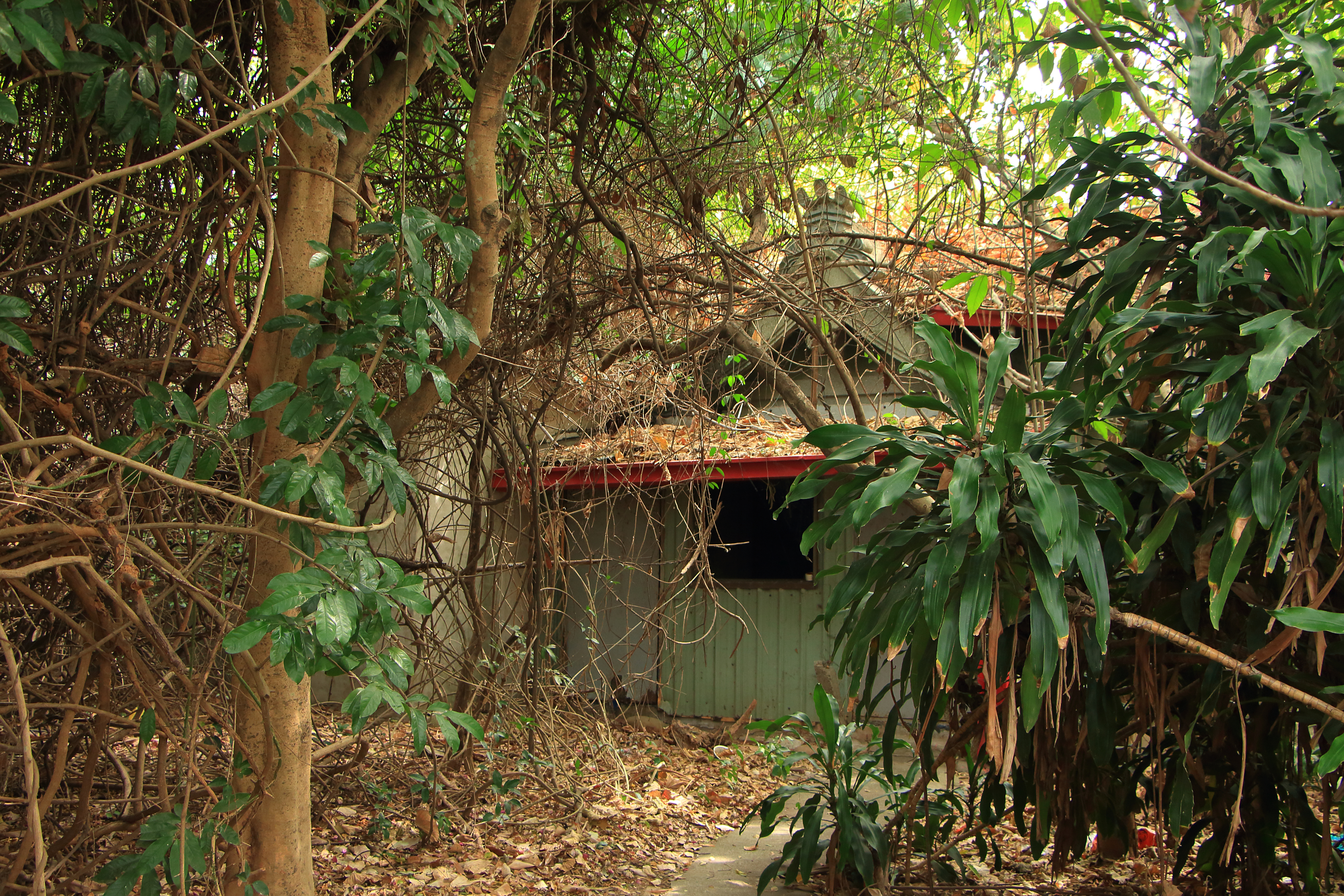
祭器庫殘跡

第二次世界大戰後，神社建築遭到毀壞，正殿的原址上建造了一棟水泥二層樓亭，名為「太極亭」。目前僅存參道及祭器庫。